# Liste der Internationalen Meister (Verleihung 1977)
Die Liste der Internationalen Meister des Jahres 1977 führt alle Schachspieler auf, die im Jahr 1977 vom Weltschachbund FIDE den Titel Internationaler Meister erhalten haben. 18 der 45 Spieler erreichten später den Großmeistertitel.

## Legende
Die Tabelle enthält folgende Angaben:
- Name: Nennt den Namen des Spielers.
- Land: Nennt das Land, für das der Spieler 1977 spielberechtigt war.
- Lebensdaten: Nennt das Geburtsjahr und gegebenenfalls das Sterbejahr des Spielers.
- GM: Gibt für Spieler, die später zum Großmeister ernannt wurden, das Jahr der Verleihung an.

## Liste
| Name                        | Land                            | Lebensdaten | GM   |
| --------------------------- | ------------------------------- | ----------- | ---- |
| Uwe Bönsch                  | Deutsche Demokratische Republik | 1958        | 1986 |
| Vladimir Bukal              | Jugoslawien                     | 1939–2008   |      |
| Murray Chandler             | Neuseeland                      | 1960        | 1983 |
| Roberto Debarnot            | Argentinien                     | 1947–2018   |      |
| Mark Diesen                 | Vereinigte Staaten              | 1957–2008   |      |
| Josif Dorfman               | Sowjetunion                     | 1952        | 1978 |
| Jaan Eslon                  | Schweden                        | 1952–2000   |      |
| Edward W. Formanek          | Vereinigte Staaten              | 1942        |      |
| José Miguel Fraguela Gil    | Spanien                         | 1953        |      |
| Ľubomír Ftáčnik             | Tschechoslowakei                | 1957        | 1980 |
| Krum Georgiew               | Bulgarien                       | 1958        | 1988 |
| Jorge A. González Rodríguez | Kolumbien                       | 1954        |      |
| Aldo Haïk                   | Frankreich                      | 1952        |      |
| László Hazai                | Ungarn                          | 1953        |      |
| Wenzislaw Inkjow            | Bulgarien                       | 1956        | 1982 |
| Artur Jussupow              | Sowjetunion                     | 1960        | 1980 |
| Konstanty Kaiszauri         | Schweden                        | 1952        |      |
| Wiktar Kuprejtschyk         | Sowjetunion                     | 1949–2017   | 1980 |
| Gerardo Lebredo Zarragoitia | Kuba                            | 1950        |      |
| Gert Ligterink              | Niederlande                     | 1949        |      |
| Slavoljub Marjanović        | Jugoslawien                     | 1955        | 1978 |
| Jonathan Mestel             | England                         | 1957        | 1982 |
| Adrian Mihalčišin           | Sowjetunion                     | 1954        | 1978 |
| Jesús Nogueiras             | Kuba                            | 1959        | 1979 |
| Semon Palatnik              | Vereinigte Staaten              | 1950        | 1978 |
| Alexander Pantschenko       | Sowjetunion                     | 1953–2009   | 1980 |
| Mircea Pavlov               | Rumänien                        | 1937        |      |
| George Rajna                | Ungarn                          | 1947        |      |
| Yrjö Rantanen               | Finnland                        | 1950–2021   | 1981 |
| Branko Rogulj               | Jugoslawien                     | 1951        |      |
| Michael Rohde               | Vereinigte Staaten              | 1959        | 1988 |
| Alexander Sacharow          | Sowjetunion                     | 1943        |      |
| Alexandru Sorin Segal       | Brasilien                       | 1947–2015   |      |
| Valentin Stoica             | Rumänien                        | 1950        |      |
| Aleksander Sznapik          | Polen                           | 1951        |      |
| Miodrag Todorčević          | Frankreich                      | 1940        | 1989 |
| Jindřich Trapl              | Tschechoslowakei                | 1942–2010   |      |
| José Luis Vilela de Acuña   | Kuba                            | 1953        |      |
| Iossif Watnikow             | Sowjetunion                     | 1923–2013   |      |
| Simon Webb                  | England                         | 1949–2005   |      |
| Terje Wibe                  | Norwegen                        | 1947        |      |
| Heinz Wirthensohn           | Schweiz                         | 1951        |      |
| Stefan Witkowski            | Polen                           | 1931–2007   |      |
| Michael Zeitlein            | Sowjetunion                     | 1947        | 1987 |
| Alvise Zichichi             | Italien                         | 1938–2003   |      |